# Дон Сийгъл
Дон Сийгъл (на английски: Don Siegel) е американски режисьор и продуцент. 

## Биография
Дон Сийгъл е роден на 26 октомври 1912 година в Чикаго, Илинойс, в еврейско семейство. Баща му е мандолинист. Сийгъл посещава училища в Ню Йорк и по-късно завършва Исусовия колеж в Кеймбридж в Англия. За кратко той учи в Beaux Arts в Париж, но напуска на 20-годишна възраст, по-късно отива в Лос Анджелис.

### Кариера
Дон Сийгъл намира работа във филмовата библиотека на Уорнър Брос, след като се среща с продуцента Хал Уолис. По-късно се издига до ръководител на отдела за монтаж, където режисира хиляди монтажи, включително началния монтаж за „Казабланка“. През 1945 г. той режисира два късометражни филма „Звезда в нощта“ и „Хитлер е жив“, които печелят наградите на Академията, което дава началото на кариерата му като режисьор на игрални филми.
Той режисира всеки материал, който му попадне, често надхвърля ограниченията на бюджета и сценария, за да създаде интересни и умели произведения. Прави оригиналния „Нашествието на похитителите на тела“ (1956), описан от „Гардиън“ през 2014 г. като „фаталистичен шедьовър“ и „пробен камък за научнофантастичния жанр“, филма роди три римейка. За телевизията той режисира два епизода от „Зоната на здрача“, „Чичо Саймън“ (1963) и „Самоусъвършенстването на Салвадор Рос“ (1964) и е продуцент на „Легендата за Джеси Джеймс“ (1965). Работи с Илай Уолък в „Съставът“, с Елвис Пресли и Долорес дел Рио в „Пламтяща звезда“ (1960), със Стив Маккуин в „Адът е за герои“, и с Лий Марвин във влиятелния „Убийците“ (1964). Режисира пет филма с участието на Клинт Истууд, които са търговски успех в допълнение към това и добре приети от критиците. Сред тях са екшън филмите „Блъфът на Куган“ и „Мръсният Хари“, уестърнът „Две мулета за сестра Сара“ по сценарий на Албърт Малц, „Измамените“ и „Бягство от Алкатраз“. Той има значително влияние върху кариерата на Истууд като режисьор, а филмът на Истууд „Непростимо“ е посветен на него и Серджо Леоне - „за Дон и Серджо“.
Дон Сийгъл дълго време си сътрудничи с композитора Лало Шифрин, който е автор на музиката за пет от неговите филми. Шифрин композира и записва музика и за филма на Сийгъл „Прокълнат!“ (1982), но е отхвърлен от студиото въпреки възраженията на Сийгъл. Този конфликт е една от няколкото битки, които Сийгъл води за последния си филм.
Дон Сийгъл има и важна роля и за кариерата на режисьора Сам Пекинпа. През 1954 г. Пекинпа е нает за диалозите на филма „Бунт в Сел Рок 11“, работата му включва и участието на Пекинпа, като асистент режисьор. Филмът е заснет на място в затвора Фолсъм. Работата на Сийгъл на местоположението и използването на истински затворници като статисти във филма правят трайно впечатление на Пекинпа. Работил е по диалозите в четири допълнителни филма на Сийгъл. Двадесет и пет години по-късно Пекинпа е почти изгонен от индустрията поради проблемните си филмови продукции. Сийгъл му дава шанс да се завърне към създаването на филми, той пита Пекинпа дали би се заинтересувал да го замести и да режисира 12 дни от втората част на „Прокълнат!“. Пекинпа незабавно приема и сериозното му сътрудничество с дългогодишния му приятел е забелязано в индустрията. Въпреки че работата на Пекинпа не е кредитирана, това довежда до наемането му като режисьор на последния му филм „Уикендът на Остерман“ (1983).

### Персонален живот
Дон Сийгъл и актрисата Вивека Линдфорс са женени от 1948 до 1953 г. Те имат един син Кристофър Табори. Сийгъл се жени за Доу Аведън през 1957 г. Те осиновяват четири деца и след това се развеждат през 1975 г. Сийгъл се жени за Карол Райдал, бивша секретарка на Клинт Истууд. Сийгъл и Райдал остават заедно до смъртта му.

### Смърт
Дон Сийгъл почива на 20 април 1991 година на 78-годишна възраст от рак в Нипомо, Калифорния. Погребан е близо до магистрала 1 в крайбрежното гробище Cayucos-Morro Bay District. Твърди се, че е бил атеист.

## Избрана филмография
| Година | Филм                      | Оригинално заглавие       |
| ------ | ------------------------- | ------------------------- |
| 1970   | Две мулета за сестра Сара | Two Mules for Sister Sara |
| 1976   | Стрелецът                 | The Shootist              |